# Звичайний малий ліхтароок

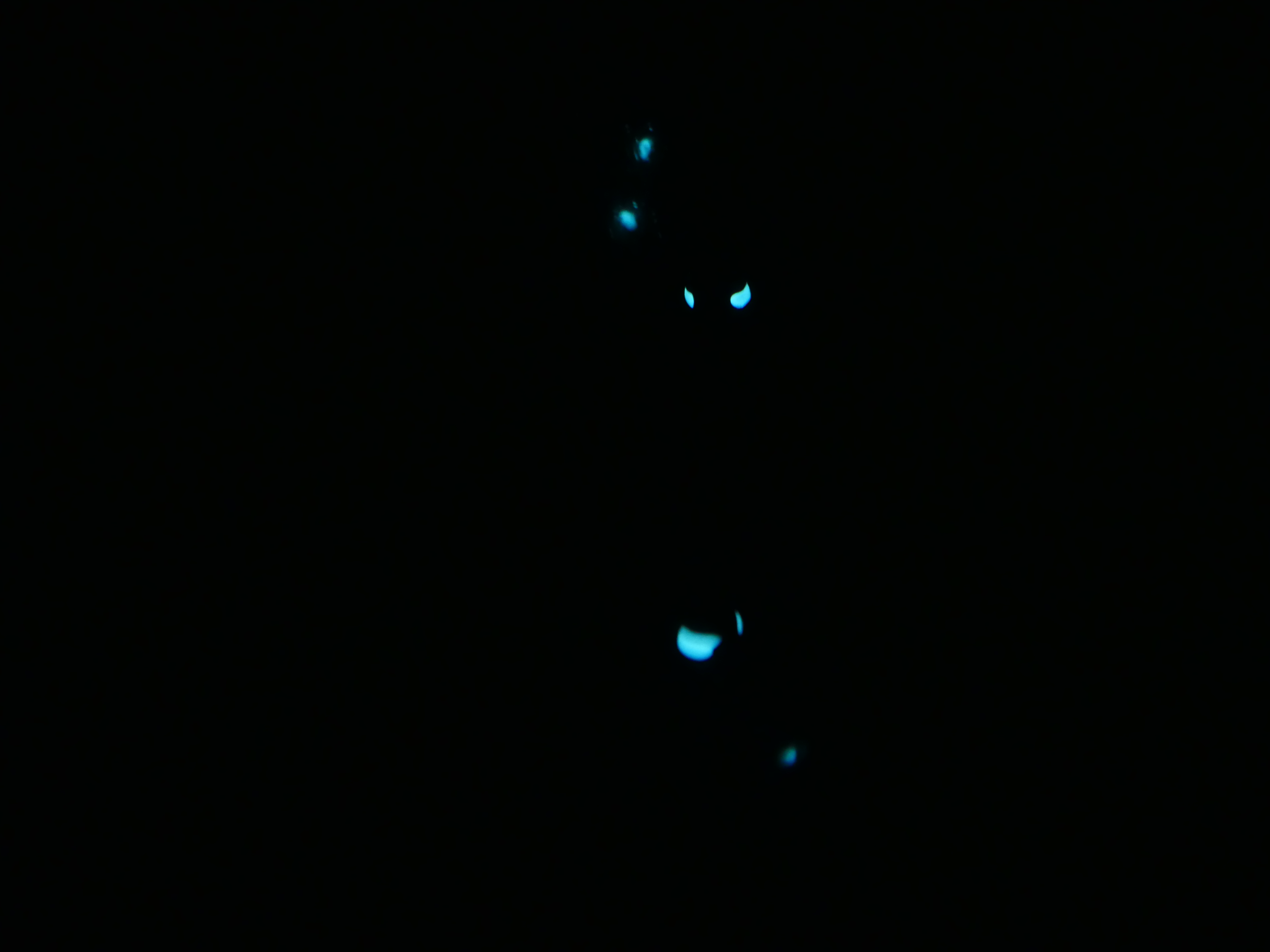
Риба в темряві

Звичайний малий ліхтароок (Photoblepharon palpebratum) — вид променеперих риб родини ліхтароокових (Anomalopidae).
Максимальна довжина тіла 12 см, зазвичай 6-7,5 см. Живе в прибережному мілководді, найчастіше біля коралових рифів на глибині від 0 до 50 м. Найбільш активна вночі. В передній частині голови, під очима, розташовані своєрідні підокові залози, заповнені світними бактеріями-симбіонтами, котрим риба через кров постачає кисень і поживні речовини. Їх синьо-зелене світіння в темряві помітно на відстані в кілька метрів. Спеціальні шкірні заслінки можуть приховувати джерело світла.
Залежно від обстановки, ліхтароок використовує світні органи і під час полювання, і для оборони — при нападі на нього більш великого хижака, і для приваблення особин протилежної статі.

## Поширення
Поширені в західній частині Тихого океану від Філіппін до Островів Товариства і далі на південь до Нової Каледонії.